# Monohelea hainanena
Monohelea hainanena är en tvåvingeart som beskrevs av Liu, Ge och Liu 1996. Monohelea hainanena ingår i släktet Monohelea och familjen svidknott.
Artens utbredningsområde är Hainan (Kina). Inga underarter finns listade i Catalogue of Life.